# 鲁昂城堡

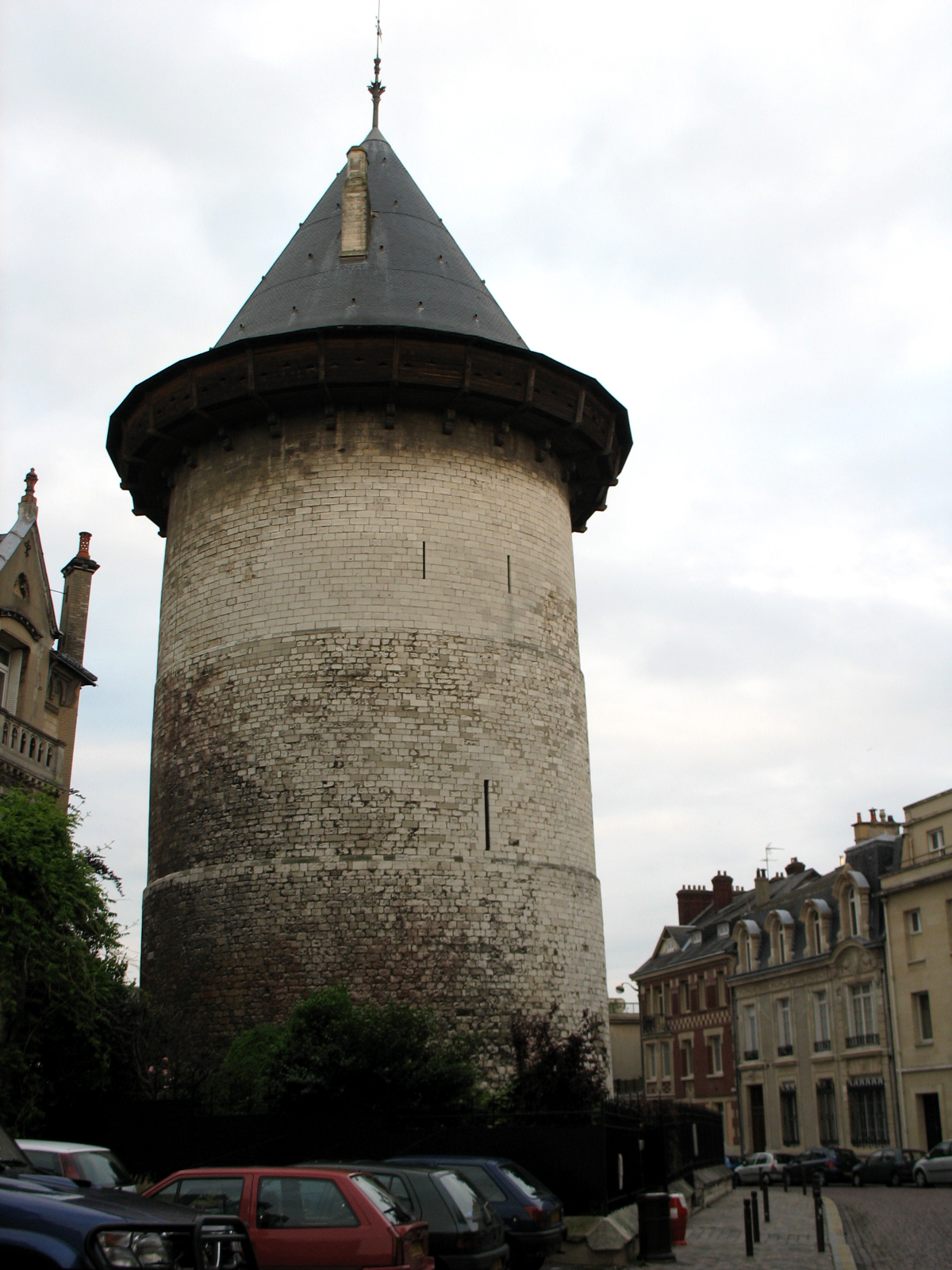
圣女贞德塔

鲁昂城堡（法語：Château Bouvreuil）是法国鲁昂的城堡。1204年至1210年，法国国王腓力二世从诺曼底公爵和英格兰国王约翰手中夺取了诺曼底公国之后，在首府鲁昂兴建了这座城堡。它位于鲁昂中世纪城墙以北的要害位置，在百年战争和法国宗教战争中发挥了军事功能。在将近400年间，这里是诺曼底公国的权力和管理中心，取代了鲁昂公爵宫的作用。从1430年12月起，圣女贞德被关押在此，从1431年2月21日到5月23日接受审讯。像其他中世纪堡垒一样，除了瞭望塔（今天称圣女贞德塔）之外，都在1591年被法国国王亨利四世拆除。